# Abrogació
L'abrogació és la derogació total d'una llei per una disposició d'igual o més elevada jerarquia que la substitueixi, com en el cas d'una Constitució que només pot ser abrogada per una altra Constitució. Tradicionalment es distingia l'abrogació de la derogació; la primera anul·lava o suprimia completament la llei, i la segona tan sol parcialment. A més a més, pot ésser expressa, si una llei declara terminantment l'abolició d'una altra anterior; o tàcita, quan una nova llei, sense derogar expressament l'anterior, conté disposicions contràries a aquesta.

## Etimologia
La paraula abrogar procedeix de la preposició llatina ab, o abs, que denota la idea de separació o allunyament, amb el matís de totalitat, i del verb rogo-rogas-are, que significa dirigir-se a algú, suplicar, demanar, i en dret romà, presentar davant el poble una llei. En conseqüència, com l'ho indica el Digest: «s'abroga una llei quan s'elimina en la seva totalitat». Però no derogar, que es deriva de la partícula de, que denota simple allunyament, sense implicar totalitat i el mateix verb rogo-rogas-rogare, entenent-se que es deroga una llei quan es treu una de les seves parts.

## Utilització per país
- A Mèxic, el poder legislatiu té el poder per abrogar, revocar i reformar les lleis del país, sempre que es tracti de fer efectives les facultats del propi Congrés.

- Als Estats Units d'Amèrica i a Veneçuela, la Cort Suprema té la facultat d'abrogar una llei del Congrés mitjançant la revisió judicial si la mencionada llei entra en conflicte amb la Constitució. Aquesta abrogació té per efecte anul·lar-la, fent-la desaparèixer com si mai no hagués existit, és a dir que tant els senadors com diputats saben que mitjançant la revisió judicial, la Cort Suprema controla que no puguin aprovar lleis inconstitucionals.
- A Cuba, l'Assemblea Nacional Popular, poder suprem de l'Estat que representa i expressa la voluntat sobirana de tot el poble treballador, té l'atribució d'acordar reformes a la Constitució i d'aprovar, modificar o derogar les lleis i sotmetre-les prèviament a la consulta popular. Li correspon també la facultat de revocar en tot o parcialment els decrets llei que hagi dictat el Consell d'Estat; els decrets o disposicions del Consell de Ministres que contradiguin la Constitució o les lleis; els acords o disposicions dels òrgans] locals del «poder popular» que violin la Constitució, les lleis, els decrets llei, els decrets i totes les altres disposicions dictades pels òrgans de superior jerarquia als} mateixos, o els que pertoquin els interessos d'altres localitats o els generals del país.
- A Veneçuela es troba establert en l'article 74è.
- Al dret romà, era l'acte de deixar sense efecte jurídic una disposició legal.